# East Ruston
East Ruston est un village et une paroisse civile du Norfolk, en Angleterre.